# Спицимеж-Кольонія
Спицимеж-Кольонія (пол. Spycimierz-Kolonia) — село в Польщі, у гміні Унеюв Поддембицького повіту Лодзинського воєводства.
Населення — 65 осіб (2011).
У 1975-1998 роках село належало до Конінського воєводства.

## Демографія
Демографічна структура станом на 31 березня 2011 року:
|          | Загалом | Допрацездатний вік | Працездатний вік | Постпрацездатний вік |
| -------- | ------- | ------------------ | ---------------- | -------------------- |
| Чоловіки | 32      | 6                  | 21               | 5                    |
| Жінки    | 33      | 6                  | 20               | 7                    |
| Разом    | 65      | 12                 | 41               | 12                   |